# Parc Nacional de les Planes d'Horton
El Parc nacional de les Planes d'Horton (en singalès: හෝටන් තැන්න) és una àrea protegida dels altiplans centrals a Sri Lanka. Aquesta zona està coberta per pasturatges de muntanya i selva nebulosa, es troba a una altitud d'entre 2 100 i 2 300 metres, és rica en biodiversitat, moltes espècies que es troben aquí són endèmiques de la regió. Aquesta regió va ser declarada parc nacional el 1988. També és una popular destinació turística doncs està situat a 32 quilòmetres de Nuwara Eliya.
Les Planes d'Horton són les fonts dels tres principals rius de Sri Lanka, el Mahaweli, el Kelani i el Walawe. En singalés, les planes són conegudes com els «Planes Mahaweli». S'han trobat aquí Eines de pedra que daten de la Cultura Balangoda. La vegetació de les planes és variada, entre pastures barrejades amb boscos montanos, a més de moltes espècies endèmiques de plantes llenyoses. Grans manades de cérvols Sambar de Sri Lanka habiten l'àrea, són una espècie típica de les planes, el parc també és un àrea important d'aus amb moltes espècies endèmiques no només de Sri Lanka, sinó també d'altres parts, restringides a àrees properes a les planes. La desaparició dels boscos és una de les principals amenaces per al parc i alguns estudis suggereixen que és causat per un fenomen natural. El penya-segat de La fi del món i les Cascades de Baker es troben entre les principals atraccions turístiques del parc. L'any 2010 va ser declarat Patrimoni de la Humanitat per la UNESCO, sota el nom dels «Altiplans centrals de Sri Lanka».

## Característiques físiques
Les Planes d'Horton estan situades en l'altiplà sud de la regió muntanyenca central de Sri Lanka. Les puntes Kirigalpotta (2.389 metres) i Thotapolakanda (2.357 metres), la segona i la tercera elevació més alta de Sri Lanka, estan situades a l'oest i nord, respectivament. L'altitud del parc oscil·la entre els 2.100 i els 2.300 metres. Les roques que es troben al parc pertanyen a l'Era arcaica i es componen principalment de Khondalites, Charnoquitas i Granítiques gneises. El tipus de sòl és de color vermell groguenc i pertany al grup Podzol, la capa de superfície està coberta amb material orgànic descompost.
La precipitació mitjana anual és superior als 2.000 mil·límetres. Amb freqüència l'àrea es troba coberta de núvols, la qual cosa limita la quantitat de llum solar, disponible per a les plantes. La temperatura mitjana anual és de 13 °C, però varia considerablement durant el transcurs del dia, arribant a temperatures de 27 °C, durant el dia, mentre que durant la nit pot arribar als 5 °C. Durant el monsó de la temporada, la velocitat del vent aconsegueix algunes vegades la força de temporal. Malgrat algunes pluges durant tot l'any, l'estació seca es produeix a partir de gener a març, la gelada és comuna al febrer. Durant l'estació humida la boirina pot persistir en la majoria dels dies. Molts llacs i cascades es pot veure al parc, les planes d'Horton són considerades com les més importants conques hidrogràfiques a Sri Lanka, també són les fonts dels rius més importants del país: el Mahaweli, el Kelani, i el Walawe. Les planes també alimenten al Belihul Oya, Oya Agra, Oya Kiriketi, Uma Oya, i Bogawantalawa Oya. A causa de la seva gran altitud, la boira i els núvols aporten una quantitat considerable d'humitat a la terra. Rierols, pantans i cascades són els més importants hàbitats del parc.

## Història
El parc és nomenat així en honor de Sir Robert Wilmot-Horton, governador britànic de Ceilan de 1831 a 1837, qui va viatjar a la zona per conèixer al Ratemahatmaya de Sabaragamuwa el 1836. Eines de pedra que daten de la cultura Balangoda han estat trobades en aquesta àrea. La població local que residia a les terres baixes va ascendir a les muntanyes per realitzar treballs d'extracció de gemmes, ferro i altres minerals de les mines, la construcció de canals de reg i la tala d'arbres. Un nucli de pol·len de 6 metres extret d'un pantà va revelar que a la fi del període quaternari, l'àrea tenia un clima semiàrid i una restringida varietat d'espècies vegetals.
Després que Sir Joseph Dalton Hooker aconsellés al Govern britànic: «Deixar tots els Boscos Montanos per sobre de 5000 peus inalterados», una ordre administrativa emesa el 1873 va impedir la tala dels boscos a la regió. Les planes d'Horton van ser designades com a Santuari de vida silvestre, el 5 de desembre de 1969, a causa del seu gran valor pel que fa a biodiversitat, es va elevar a parc nacional el 18 de març] de 1988. L'Àrea protegida del Pic Wilderness que es troba a l'oest, confina amb el parc. Les planes contenen l'àrea més extensa de bosc nuvolós que encara existeix a Sri Lanka. Al juliol de 2010, els Altiplans centrals de Sri Lanka que incorporen a les Planes, a més de l'Àrea protegida del Pic Wilderness i el Bosc de conservació de Knuckles van ser inscrits a la llista del Patrimoni de la Humanitat.

## Flora
La vegetació del parc es classifica en dos grups distintius, 2.000 hectàrees de Patana humida (singalès per a praderies de muntanya) i 1.160 hectàrees de boscos subtropicals de fulla perenne montano. Prop de 750 espècies de plantes pertanyents a 20 famílies s'han registrat al parc. El bosc de dosser arboridosel aconsegueix l'altura de 20 metres i compta amb espècies com la Calophyllum walkeri, que forma comunitats amb les varietats de les espècies Myrtaceae com el Syzygium rotundifolium, el Syzygium sclerophyllum i a més d'espècies Lauraceae, entre ells la Litsea, Cinnamomum, i la Actinodaphne speciosa. Algunes altres espècies de plantes de la regió són Strobilanthes, l'espessor d'est obstaculitza el desenvolupament d'una capa d'herba, en el sòl del parc. Espècies de bambú nan com Indocalamus i Ochlandra es troben a la capa de mala herba. Arbustos Rhodomyrtus tomentosa creixen especialment al marge del bosc i prop de les puntes de les muntanyes. Espècies com Gordonia i Rhododendron arboreum s'han estès per Sri Lanka, al llarg dels Ghats occidentals, al sud de l'Índia i a l'Himàlaia per la qual cosa ara són comuns. Aproximadament 54 espècies de plantes llenyoses han estat registrades al parc, de les quals 27 (50%) són endèmiques de Sri Lanka.

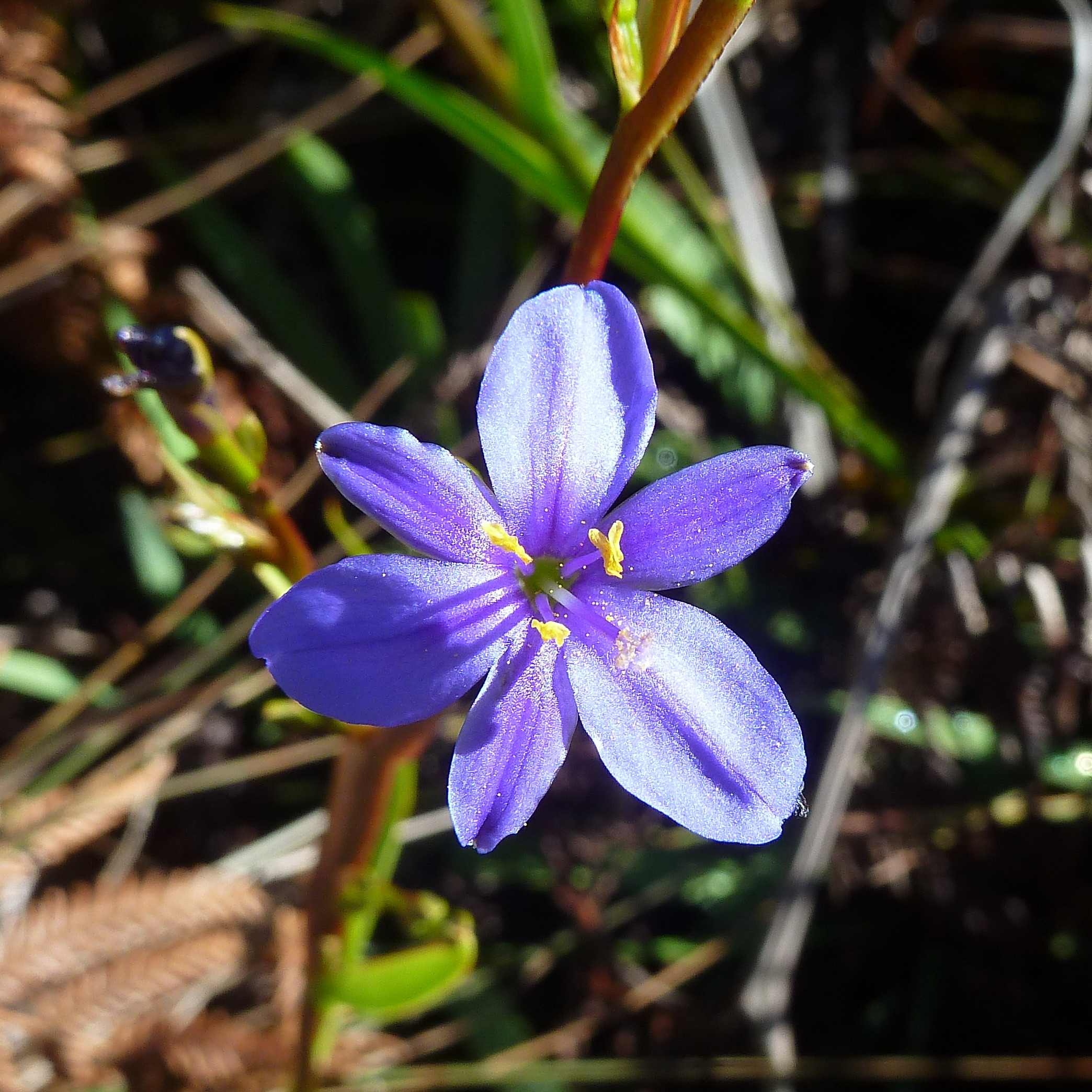
Aristea ecklonii.

Existeixen tussocks que inclouen espècies com la Chrysopogon zeylanicus i la Cymbopogon confertiflorus que es troben en els buits humits. La zona herbàcia dels pasturatges inclou espècies de clima temperat com la Ranunculus, Pedicularis, Senecio, Gentiana i la Alchemilla, a més d'espècies tropicals com la Eriocaulon i la Ipsea speciosa (Una rara espècie endèmica). Les plantes herbàcies del parc també inclouen espècies de taigà com el són la Viola, Lobèlia, Gaultheria, Fragaria i la Plantago.
Els troncs i les branques estan adornades amb moltes espècies de Pteridophyta, Lycopodium, líquenes i espècies de Orchidaceae. Plantes com la Usnea barbata pengen de les branques la qual cosa suma bellesa als boscos. Existeixen al voltant de 16 d'espècies d'orquídies endèmiques al parc. Altres plantes notables inclouen espècies com la Rhodomyrtus tomentosa, Gaultheria fragrantissima, Exacum trinervium, Exacum walkeri, Drosera indica i espècies de Cyatheales com la Cyathea. Anzia, un liquen pertanyent a la família Parmeliaceae, no havia estat registrat a Sri Lanka anteriorment, no obstant això el 2007 va ser descobert al parc. Actualment es creu que els pasturatges en els vessants secs del parc van ser creats per la tala de boscos i els incendis, mentre que els pasturatges en zones baixes van ser creats de manera natural per condicions d'humitat, gelades i l'erosió del sòl.

## Fauna
A les espècies de vertebrats del parc es troben 24 espècies de mamífers, 87 espècies d'aus, a més de nou espècies de Rèptils i vuit espècies d'amfibis. L'elefant de Sri Lanka va desaparèixer de la zona aproximadament el 1940. El més gran i el més comú mamífer del parc és el Cérvol Sambar de Sri Lanka. Alguns resultats de recerques estimen que la població de cérvols Sambar és del voltant de 1500 a 2000, possiblement més de la capacitat de les planes. Altres espècies de mamífers importants al parc inclouen al Feroculus feroculus, Macaca sinica, Trachypithecus vetulus, Prionailurus rubiginosus, Panthera pardus kotiya, Els seus scrofa, Herpestes vitticollis, Moschiola meminna, Muntiacus muntjak, i el Ratufa macroura. El Prionailurus viverrinus i el Lutra lutra visiten els aiguamolls del parc per caçar animals aquàtics. Una subespècie del Loris tardigradus (Loris tardigradus nycticeboides anteriorment conegut com a Loris lydekkerianus nycticeboides) es troba només a les terres altes de Sri Lanka i és considerat un dels primats més amenaçats del món. Al juliol de 2010 un grup d'investigadors de la Societat Zoológica de Londres, va ser capaç de fotografiar al mamífer per primera vegada.

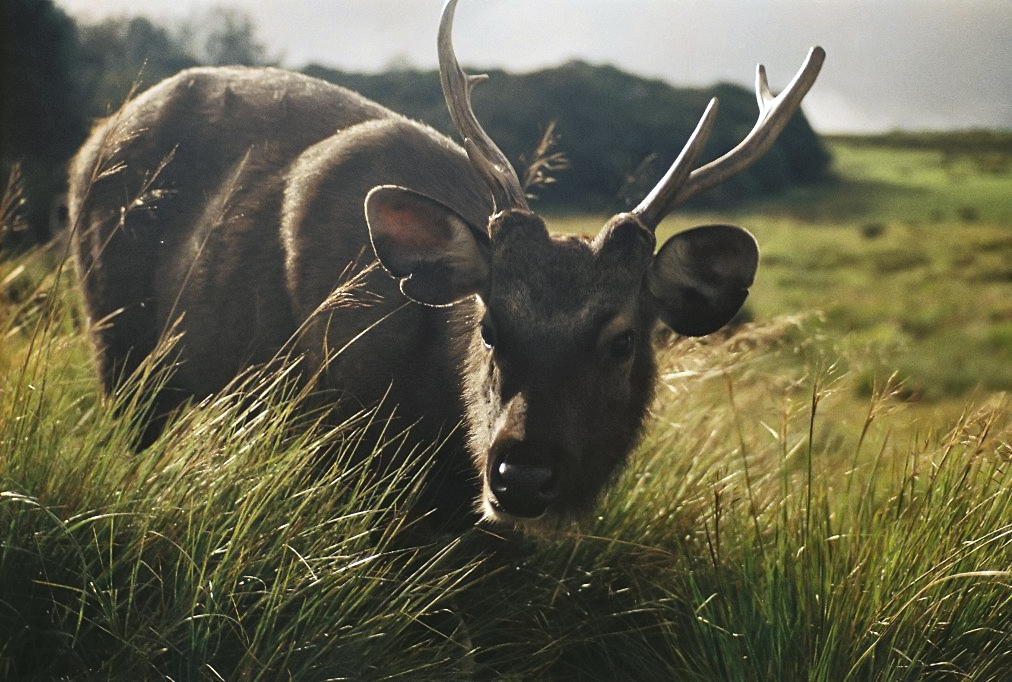
Cérvol Sambar de Sri Lanka.

Juntament amb Ohiya, Pattipola i Ambewela, les planes d'Horton constitueixen un àrea important per a la conservació de les aus (ANAVA per les seves sigles en anglès) a Sri Lanka.

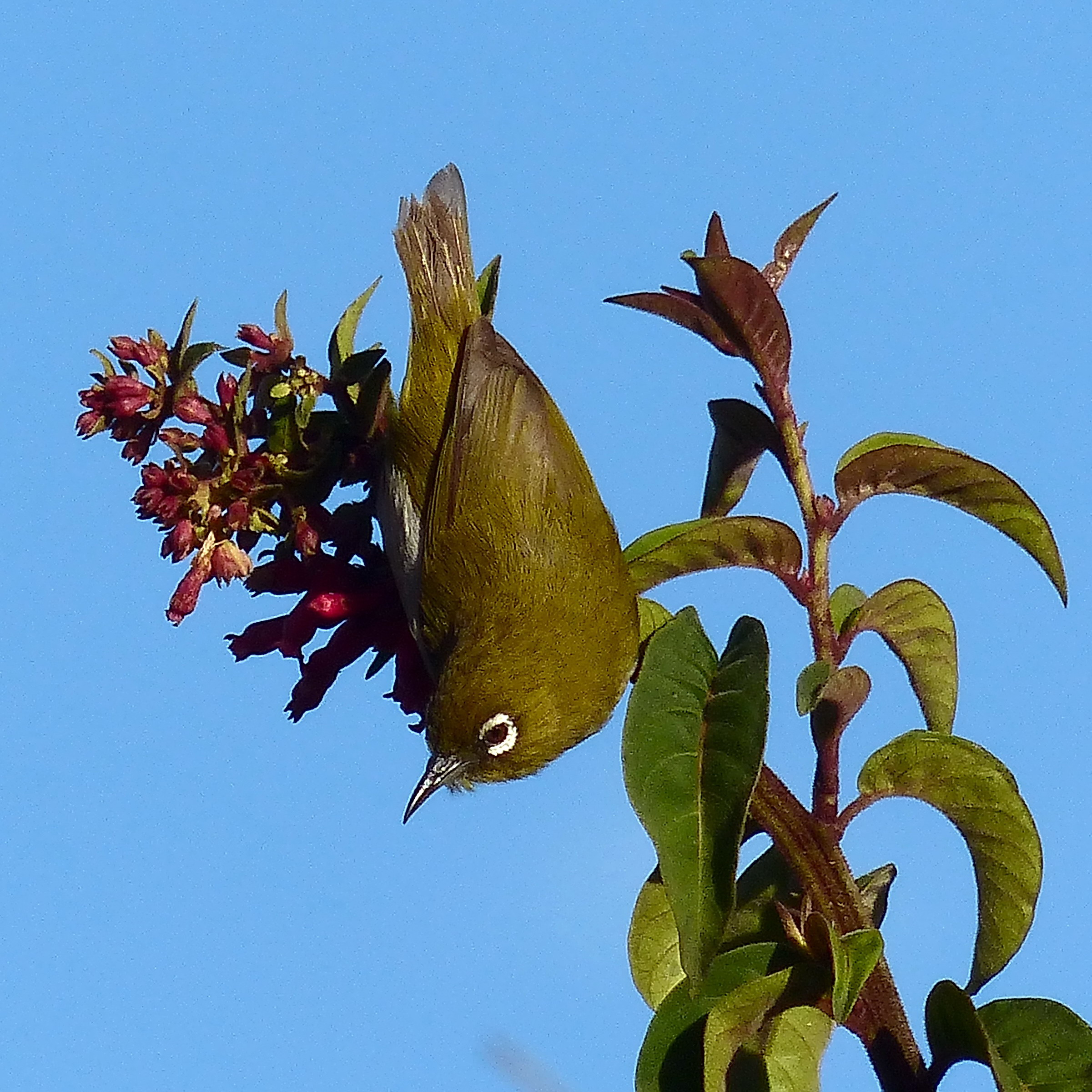
Zosterops ceylonensis.

Juntament amb l'adjacent Àrea protegida del Pic Wilderness, les planes d'Horton contenen 21 espècies d'aus endèmiques de Sri Lanka, espècies com el Urocissa ornata, Eumyias sòrdida, Zosterops ceylonensis i el Columba torringtoni, es produeixen només a les planes d'Horton. Inclouen també espècies com el Galloperdix bicalcarata, Gallus lafayetii, Megalaima flavifrons, Turdoides rufescens, Elaphrornis palliseri i el Myophonus blighi. Moltes aus migran a les planes per l'hivern, espècies com el Collocalia i el Tachymarptis melba. El Spilornis cheela, Nisaetus nipalensis, Elanus caeruleus, i el Falco peregrinus són les aus de presa que es troben en les planes. El Circus és una de les aus de presa migratòries.
Aquesta és una àrea amb gran importància per a la vida silvestre. Les sis espècies d'aus endèmiques de l'altiplà es poden trobar aquí i entre elles es troben el Eumyias sòrdida, Zosterops ceylonensis, Columba torringtoni i el Elaphrornis palliseri. El Pycnonotus penicillatus i el Lonchura kelaarti són espècies que s'han expandit per tot l'altiplà.
Sri Lanka és considerat un paradís herpetológico al món. Possiblement prop de 15 espècies d'amfibis habiten al parc, entre ells el Microhyla zeylanica, Ramanella palmata, Fejervarya greenii, Granota gracilis, Philautus alt, Philautus femoralis, Philautus frankenbergi, Philautus microtympanum, Philautus schmarda i la Polypedates eques. De Silva ha observat sis espècies de rèptils endèmiques de les planes, i són la Calotes nigrilabris, Ceratophora stoddartii, Cophotis ceylanica, Lankascincus taprobanensis entre d'altres. Existeixen dues espècies de peixos comuns al parc, la Cyprinus carpio i la Oncorhynchus mykiss, ambdues espècies introduïdes. Les planes són la llar de diverses espècies endèmiques de crustacis, incloses la Caridina singhalensis i espècies de Perbrinckia. La gambeta endèmica de aguadulce Caridina singhalensis és trobat únicament en rierols que tenen una temperatura menor a 15 °C i es limita a només un tram de 10 km d'un rierol.